# Nipaecoccus passlowi
Nipaecoccus passlowi är en insektsart som beskrevs av Williams 1985. Nipaecoccus passlowi ingår i släktet Nipaecoccus och familjen ullsköldlöss. Inga underarter finns listade i Catalogue of Life.